# Буркутты (Павлодарская область)
Буркутты (каз. Бүркітті) — село в Баянаульском районе Павлодарской области Казахстана. Входит в состав Жанажольского сельского округа. Расположено на правом берегу реки Ащысу примерно в 51 км к западу от Баянаула. Код КАТО — 553639200.

## Население
В 1999 году население села составляло 74 человека (36 мужчин и 38 женщин). По данным переписи 2009 года, в селе проживало 69 человек (36 мужчин и 33 женщины).